# خوسيه أنطونيو بايث

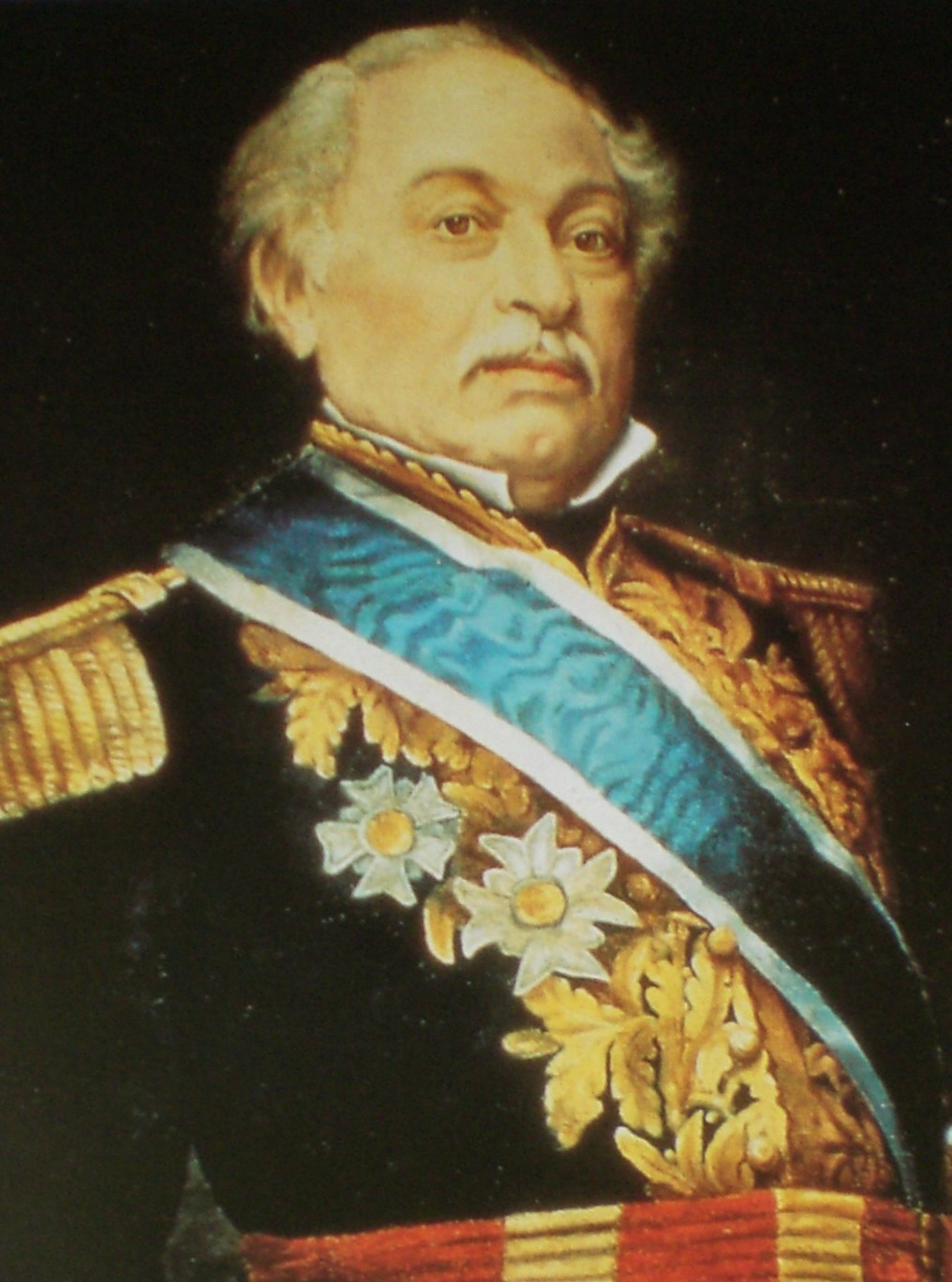
خوسيه أنتونيو بايز

خوسيه أنتونيو بايز (بالإسبانية: José Antonio Páez)‏ (1790 – 1873) رئيس فنزويلي وكان من أصل هندي وولد قرب أكاريغوا في إقليم باريناس يوم 13 يونيو 1790. واشترك في حرب الاستقلال من إسبانيا، وتميزت مسيرته العسكرية التي بدأت عام 1810 بالانتصار على الأسبان في ماتا دي لا مييل عام 1815 وفي مونتيكال وعبر إقليم أبوري عام 1816 وبويرتو كابيلو عام 1823.
في عام 1829 عزز عملية انفصال فنزويلا عن كولومبيا وأصبح أول رؤسائها بين عامي 1830 – 34 وأصبح رئيسا مجددا عام 1839 – 43 ثم أصبح دكتاتورا عام 1846 لكنه بعدها قام بثورة ضد خلفه وألقي في السجن، وفي عام 1850 أطلق من السجن وترك البلاد لكنه عاد بعد ثمان سنوات وفي 1860 أصبح سفيرا للبلاد لدى الولايات المتحدة وبعد سنة رجع وجعل نفسه دكتاتورا ولكن في عام 1863 تمت الإطاحة به ونفيه فذهب إلى أمريكا حيث مات في نيويورك في 6 مايو 1873.
سيرته الذاتية نشرت في نيويورك بين عامي 1867 – 1869، ونشر ابنه رامون كتاب الحياة العامة لخوسيه أنطونيو بايز.

## روابط خارجية
- خوسيه أنطونيو بايث على موقع الموسوعة البريطانية (الإنجليزية)
- خوسيه أنطونيو بايث على موقع إن إن دي بي (الإنجليزية)